# Nikolaï Baskov
Nikolaï Viktorovitch Baskov (en russe : Николай Викторович Басков), né le 15 octobre 1976  à Balachikha, est un chanteur ténor russe populaire. Il est célèbre pour chanter, avec succès, à la fois du classique et de la musique pop. Nikolaï Baskov est à la fois artiste émérite (2001) et artiste populaire de Russie (2009), ainsi qu'artiste populaire d'Ukraine (2004) et artiste populaire de Tchéchénie (2007).

## Carrière
Nikolaï Baskov étudie à l'académie de Musique Gnessine à Moscou, et rentre au Conservatoire Tchaïkovski de Moscou.
En 1998, Baskov gagne le premier prix de la compétition des jeunes chanteurs de toute la Russie et le second prix dans la compétition de la « Grande Voce » en 1999, en Espagne.
La même année, il est invité par la troupe du théâtre Bolchoï. Il chante plusieurs airs d'opéras parmi lesquels Le Prince Igor, Boris Godounov, La traviata.
En 2000 il enregistre son premier album solo, « Posvyacheniyé » (en russe : Посвящение, Dédicace). Le clip vidéo filmé pour « En mémoire de Caruso » (une reprise de « Caruso », écrite par Lucio Dalla) a été diffusé sur la télévision russe et a fait croître sa popularité.
Depuis 2001, Baskov a abandonné le Bolchoï pour se consacrer à sa carrière solo. Bien que le répertoire de Baskov se compose essentiellement d'arrangements modernes d'airs et romances, il joue de la musique pop. Ainsi, Nikolaï a souvent joué avec des artistes de la pop ainsi que des chanteurs classiques tels que Montserrat Caballé.
De juillet 2009 à mars 2011, il est sorti avec Oksana Fiodorova, ancienne Miss Univers.
L'album Romantic Journey (Voyage Romantique) sorti en 2011 est un enregistrement du concert qui eut lieu à l'hôtel du Stade Loujniki de Moscou. Baskov est accompagné par un orchestre complet et joue devant une foule enthousiaste de près de 10 000 personnes. Enregistrée avec 24 caméras HD, il s'agit du résultat le plus élaboré et coûteux en Russie jamais enregistré pour la télévision internationale. Il joue des pièces classiques de Tosca, La Bohème, Werther, Turandot et d'autres chansons populaires de son catalogue tels que Be My Love, Grenade et Retour à Sorrento. Baskov est rejoint par la soprano de renommée mondiale, Montserrat Caballé, et sa fille Marti, pour plusieurs duos.
Baskov effectue sa première tournée américaine au début de 2012.
Il participe également au jeu de la télévision russe Quoi ? Où ? Quand ?, en tant que membre de l’équipe Mikhaïl Barchtchevsky.

## Discographie
- 2004 — Никогда не говори прощай (Ne dis jamais au revoir)
- 2005 — Отпусти меня (Lâche-moi)
- 2005 — Лучшие песни (Meilleures chansons)
- 2007 — Тебе одной (Tu es le seul)

## Prix et honneurs
- Médaille de l'ordre du mérite pour la Patrie, seconde classe (9 décembre 2006) - pour ses réalisations dans le domaine de la culture et de l'art, et de nombreuses années de travail.
- Ordre de Francisc Skorina (Biélorussie, 2006) - pour sa grande contribution personnelle au développement des relations culturelles biélorusses-russe, le renforcement de l'amitié et la coopération entre les peuples de la Biélorussie et de la Russie
- Artiste du peuple de la fédération de Russie (12 mai 2009)
- Artiste honoré de la fédération de Russie (6 septembre 2001)
- Artiste populaire d'Ukraine (Novembre 2004)
- Médaille d'or pour "maintien de la paix et de la charité"
- Artiste populaire de la république de Moldavie (2 mai 2007)
- Prix du gramophone d'or (2005–08, 2010–11)
- Titre de "Grande voix de la Russie".
- Artiste populaire de Tchétchénie